# باتريك هروشوفسكي
باتريك هروشوفسكي (مواليد 22 أبريل 1992) هو لاعب كرة قدم سلوفاكي يلعب في مركز خط الوسط في نادي جينك.

## وصلات خارجية
- باتريك هروشوفسكي على موقع الاتحاد الدولي (مؤرشف)  (الإنجليزية)
- باتريك هروشوفسكي على موقع الاتحاد الأوربي (الإنجليزية)
- باتريك هروشوفسكي على موقع قاعدة بيانات كرة القدم.إي يو (الإنجليزية)
- باتريك هروشوفسكي على موقع ناشيونال فوتبول تيمز (الإنجليزية)
- باتريك هروشوفسكي على موقع Soccerway.com (الإنجليزية)
- باتريك هروشوفسكي على موقع عالم كرة القدم.نت (الإنجليزية)
- باتريك هروشوفسكي على موقع AS.com (الإسبانية)